# Udo Vogel (Polizist)
Udo Vogel (* 18. September 1964) ist ein deutscher Polizist und Präsident des Polizeipräsidiums Reutlingen.

## Beruflicher Werdegang
Udo Vogel nahm 1983 den Polizeidienst der Polizei Baden-Württemberg im mittleren Dienst auf. 1993 stieg er in den gehobenen Dienst, 2001 in den höheren Dienst auf. Die Jahre von 2001 bis 2006 arbeitete er im Innenministerium Baden-Württemberg als Referent im Referat 36. 2006 wechselte er als Leiter des Führungs- und Einsatzstabs zur damaligen Polizeidirektion Sigmaringen. 2007 kehrte er auf die Position eines Referenten im Referat 36 des Innenministeriums zurück, bis er 2008 die Leitung des Referats 36 übernahm. 2014 wurde er zum Polizeipräsidenten ernannt und leitete in Folge bis 2020 das Polizeipräsidium Technik, Logistik, Service der Polizei.
Seit dem 1. August 2020 ist Udo Vogel Präsident des Polizeipräsidiums Reutlingen.